# Riikka Purra
Riikka Purra (Pirkkala, 13 de junho de 1977) é uma política finlandesa do Partido dos Verdadeiros Finlandeses (nacionalista). 
Desde 2023, é Ministra das Finanças e Vice-primeira-ministra do governo Orpo. 
Nasceu em 13 de junho de 1977, em Pirkkala, no sudoeste do país.  
É deputada do Parlamento da Finlândia desde 2019 e líder do Partido dos Verdadeiros Finlandeses desde 2021. 